# 松山区 (赤峰市)
松山区（しょうざんく）は、中華人民共和国内モンゴル自治区赤峰市に位置する市轄区。

## 行政区画
7街道、9鎮、4郷、1民族郷を管轄：
- 街道弁事処
  - 振興街道
  - 向陽街道
  - 松州街道
  - 鉄東街道
  - 玉竜街道
  - 全寧街道
  - ヒャンガン・ジュール・ゴドムジ（興安街道）
- バルガス（鎮）
  - 穆家営子鎮
  - 初頭朗鎮
  - 大廟鎮
  - 王府鎮
  - ホーチン・ホロー・バルガス（老府鎮）
  - ハル・トホエ・バルガス（哈拉道口鎮）
  - 上官地鎮
  - アンチン・バルガス（安慶鎮）
  - 太平地鎮
- 郷
  - 夏家店郷
  - 城子郷
  - 大夫営子郷
  - 崗子郷
- 民族郷：当鋪地満族郷